# Congolite
La congolite è un minerale appartenente al gruppo della boracite.

## Etimologia e storia
Il minerale è stato scoperto nel 1972, nel dipartimento di Kouilou, Repubblica del Congo.

## Abito cristallino
Il minerale cristallizza nel sistema trigonale.

## Forma in cui si presenta in natura
Il minerale è, di solito, di colore rosa o rosso pallido.